# Wolfgang Solz
Wolfgang Solz (Francoforte sul Meno, 12 febbraio 1940 – 24 marzo 2017) è stato un calciatore tedesco, di ruolo attaccante.

## Carriera

### Club
Ha giocato nella prima divisione tedesca.

### Nazionale
In nazionale ha giocato una partita nel 1962 ed un'altra nel 1964.

## Palmarès

### Club

#### Competizioni nazionali
- Campionato tedesco: 1

Eintracht Francoforte: 1958-1959

#### Competizioni internazionali
- Coppa Piano Karl Rappan: 1

Eintracht Francoforte: 1966-1967
- Coppa delle Alpi: 1

Eintracht Francoforte: 1967